# De Grignan
La famiglia de Grignan, fra le più antiche di Francia, prende il nome da Grignan nel dipartimento della Drôme della regione del Rodano-Alpi.

## Storia
La famiglia de Grignan fu vassalla di Guglielmo I di Provenza ai tempi della battaglia di La Garde-Freinet nel 973 che vide la definitiva vittoria sui Saraceni presenti in Provenza da parte di Guglielmo e di Arduino il Glabro . Come i Ripert e gli Allan proveniva da un membro della famiglia dei Granet di Grignan. Fondatore dei vari rami della famiglia che costruì il castello di Grignan fu probabilmente Christophe morto nel 1024. Nel 1157 la signoria del castello di Grignan venne condivisa con i cugini Adhémar de Monteil (Adhémar de Monteil (famiglia)) che nel 1239 ne diverranno i principali signori.
Guillaume de Grignan, figlio di Raymond, fu co-signore di Montdragon. Aymar de Gignan, figlio di Pons fu padre di 1) Pons morto nel 1439, signore di Hauteville, co-signore di Mondragon e marito di Garcende de La Roque, morta nel 1439 2) Guillaume morto ne1425 padre di Huguette moglie nel 1465 di Jean Brassier 3) Rolland morto nel 1422 marito di Monette Laurenti 4) Christophe morto nel 1481 e padre di Jean morto nel 1499/ che a sua volta fu padre di: Amaury che sposò nel 1500 Jeanne de Francos de Frémos e Catherine che sposò nel 1508 Antoine de Blégiers.
- Dalla coppia Amaury-Jeanne de Francos de Frémos nacquero: Claudine che sposò nel 1528 Pierre de Thézan Vénasque[6] e Françoise che sposò nel 1530 Jean des Alrics morto nel 1563.

- Dalla coppia Pons di Grignan-Garcende de La Roque nacquero: 1) Pierre che sposò nel 1439 Marguerite de Thézan 2) Raymond 3) Bérengè che sposò nel 1453 Claude des Armands, figlio di Claude des Armans signore di La Batie Rainaud e a sua volta figlio di Antoine co-signore di Montségur.

- Dalla coppia Pierre-Marguerite de Thézan nacque Elzéar, morto nel 1525, che sposò nel 1471 Jeanne de Venasque e che fu padre di: 1) Guillaume, signore di Hauteville, co-signore di Mondragon e marito di Honorée Des Isnards[7] 2) Rolland morto nel 1513, Console di Carpentras dal 1509 al 1513, e a sua volta padre di Jean morto nel 1548, Console di Carpentras dal 1538 al 48 che sposò Françoise Achardi
- Dalla coppia Jean Françoise Achardi nacque Madeleine che sposò nel 1546 Pierre Pierre II de Raffelis (1515-1572) Consigliere alla Corte dei Conti di Montpellier nel 1554 e che nel 1572 si risposò con Sébastien des Séguins signore di La Roque-sur-Pernes e vice rettore del Contado Venassino. Madeleine ebbe dal primo matrimonio: Pierre III, morto nel 1614, marito di Françoise de Choiselat, Catherine moglie di François des Seguins, Marguerite moglie di Gabriel de Bunis, Jean marito di Judith Chabert, François Pierre che sposò nel 1583 Laure Des Isnards figlia di Alain, signore di La Roque Alric, governatore di Mornas e fratello di Jean co-signore di La Garde Paréol e di Gabriel consigliere al parlamento di Orange.
- Dalla coppia Guillaume-Honorée Des Isnards nacque Aymar III che sposò nel 1540 Gabrielle de Cubières[8]e fu padre di Jean che sposò nel 1572 Jeanne de Crapone.

Jean de Grignan, figlio si Guillaume, signore di Hauteville, co-signore di Mondragon, Seigneur de Hauteville, fu padre di: 1) Paul sposato nel 1606 con Catherine Des Isnards, figlia di Jean e di Madeleine des Séguins che a sua volta fu la figlia di Gabriel (1482-1568) signore di Baumettes co-signore di Venasque e procuratore generale del Contado Venassino 2) Claire sposata nel 1604 con César de Nostradame (1553-1629) figlio del celebre astrologo Nostradamus
- Dalla coppia Paul-Catherine des Isnards nacque Jean François sposato nel 1640 con Anne de Barcilon[9] padre di Jean Paul, morto nel 1673, signore di Hauteville e di Châteauneuf Les Moustiers sposato con Dorothée Charrier, figlia di Jean (1592-1677), signore di La Rochette e Soleymieu, Tesoriere generale di Francia. Jean Paul e Dorothée furono i genitori di Paul II marito di Gleise de Fourchon. Jean-Baptiste de Grignan morto nel 1788, figlio di Paul II, sposato con Anne Jeanne Dorothée de Gruel fu il padre di François Philogène Joseph (1778-1853) marito di Mélanie Joséphine Fortunée de La Rue Marseilles sorella di Auguste Marie Joseph (1775-1835) che ereditò il nome de Grignan e sposò Anne Charlotte de Quenescourt de Fer.